# Nguyễn Tiến Linh
Nguyễn Tiến Linh (sinh ngày 20 tháng 10 năm 1997) là một cầu thủ bóng đá chuyên nghiệp người Việt Nam hiện đang thi đấu ở vị trí tiền đạo cắm cho câu lạc bộ V.League 1 Công an Thành phố Hồ Chí Minh và đội tuyển bóng đá quốc gia Việt Nam.
Anh dành được danh hiệu Quả bóng vàng Việt Nam năm 2024.

## Cuộc đời
Nguyễn Tiến Linh sinh ra tại xã Cẩm Hoàng, huyện Cẩm Giàng, Hải Dương. Năm Tiến Linh 2 tuổi, mẹ anh đi lao động tại Hàn Quốc, và trở về khi anh 9 tuổi. Sau đó Tiến Linh và bố chuyển vào Bình Dương sinh sống. Hiện tại, gia đình mở quán cafe bóng đá tại thành phố Thuận An.
Được thầy giáo dạy thể dục phát hiện năng khiếu bóng đá, năm 13 tuổi anh dự thi và trúng tuyển vào lò đào tạo của Becamex Bình Dương. Khi tham gia đội trẻ, Tiến Linh đá tiền vệ, sau đó chuyển qua đá tiền đạo.

## Sự nghiệp câu lạc bộ

### Becamex Bình Dương

#### 2016–17: Ra mắt đội bóng
Tiến Linh ra mắt câu lạc bộ trong trận đấu thuộc vòng 5 V.League 1 ngày 10 tháng 4 năm 2016. Anh ghi bàn thắng đầu tiên cho CLB ở trận Bình Dương thắng Cà Mau 5-1 ở cúp Quốc gia. Còn ở V-League, anh ghi bàn đầu tiên trong trận đấu Bình Dương thua câu lạc bộ Hà Nội với tỷ số 4 - 5 trên sân Gò Đậu, ngày 9 tháng 7 năm 2016.

#### 2018–19: Vua phá lưới nội của V.League
Năm 2018 là một mùa giải xuất sắc của Tiến Linh, anh có 15 bàn tại mùa giải đó và cùng Becamex Bình Dương vô địch Cúp Quốc gia 2018.
Mùa giải 2019, anh ghi 10 bàn và cùng đội bóng đứng thứ 4 tại V.League 2019.

#### 2020–22: Thành công cá nhân
Nguyễn Tiến Linh vẫn ghi bàn đều đặn cho câu lạc bộ, dù mùa giải 2021 giải đấu bị hủy bỏ do đại dịch COVID-19 nhưng anh vẫn kịp có 6 bàn thắng. Cũng trong năm đó, anh xếp sau Nguyễn Hoàng Đức và Nguyễn Quang Hải để giành Quả bóng đồng Việt Nam năm 2021.
Năm 2022, anh ghi 9 bàn thắng sau 20 lần ra sân cho Bình Dương và giành Quả bóng bạc Việt Nam 2022.

#### 2023-2025
Mùa giải 2023 chứng kiến Tiến Linh có phong độ giảm sút khi anh chỉ có 3 bàn tại V.League và 1 bàn tại Cúp Quốc gia sau 20 trận trên mọi đấu trường.
Trong mùa 2023-24, anh lấy lại phong độ đặc biệt ở giai đoạn nửa cuối mùa. Tiến Linh ghi 11 bàn sau 25 trận đấu và trở thành Vua phá lưới Cúp Quốc gia với 3 bàn chỉ sau ba trận đấu.
Năm 2025, Tiến Linh chia tay Becamex Bình Dương sau 9 năm gắn bó.

## Sự nghiệp quốc tế

### 2015–2016: Giai đoạn đầu cùng cấp độ trẻ
Tiến Linh giành ngôi Á quân Giải bóng đá U-19 Đông Nam Á và hạng Ba Giải bóng đá U-19 châu Á 2016 cùng với đội tuyển quốc gia dưới sự dẫn dắt của huấn luyện viên Hoàng Anh Tuấn.

### 2018: Ra mắt đội tuyển và vô địch AFF Cup
Ngày 8 tháng 11 năm 2018, Tiến Linh có trận ra mắt đội tuyển Việt Nam trong trận đấu gặp Lào tại AFF Cup 2018. Anh ghi bàn thắng đầu tiên cho Việt Nam trong trận thắng 3-0 trước Campuchia ở lượt cuối vòng bảng. Tiến Linh cùng đội tuyển vô địch giải đấu sau đó sau khi đánh bại Malaysia với tổng tỷ số 3-2 ở chung kết.

### 2019–2023: Những thành công liên tiếp
SEA Games 2019 là một bước đột phá đối với chân sút người Hải Dương khi anh có 6 bàn thắng tại giải, góp phần vào tấm Huy chương vàng lần đầu tiên của bóng đá Việt Nam kể từ khi tái hội nhập. Tiến Linh ghi một cú hat-trick vào lưới U-22 Lào ở chiến thắng 6-1 tại vòng bảng và cũng ghi một cú đúp quan trọng giúp U-22 Việt Nam hòa kịch tính trước Thái Lan ở lượt trận cuối bảng B. Trận bán kết gặp U-22 Campuchia Tiến Linh ghi bàn mở tỷ số phút 20 góp phần giúp Việt Nam tiến vào chung kết.
Vòng loại World Cup 2022 chứng kiến Tiến Linh trở thành chân sút chủ lực của đội tuyển. 5 bàn thắng của anh tại vòng loại thứ 2 giúp Việt Nam có lần đầu tiên góp mặt tại vòng loại cuối cùng của World Cup. Tại vòng loại thứ 3 World Cup, anh có bàn thắng đầu tiên khi gỡ hòa 2-2 trước Trung Quốc ở phút chính thức cuối cùng của trận đấu nhưng sau đó Việt Nam lại nhận bàn thua cay đắng ở phút bù giờ cuối cùng với bàn thắng của Vũ Lỗi. Ngay trận sau đó gặp Oman, anh ghi bàn mở tỷ số trận đấu trước khi thua ngược 1-3. Ngày 1 tháng 2 năm 2022, Tiến Linh ghi bàn trong chiến thắng lịch sử trước Trung Quốc đem về 3 điểm đầu tiên cho Việt Nam tại vòng loại thứ 3. Kết thúc vòng loại thứ 3 World Cup, Việt Nam có 4 điểm lịch sử sau hai kết quả thắng và hòa trước Trung Quốc vàNhật Bản, cá nhân Tiến Linh cũng có 3 bàn thắng trong chiến dịch này. Anh trở thành cầu thủ Việt Nam ghi nhiều bàn thắng nhất trong lịch sử vòng loại World Cup với 8 bàn, vượt qua kỷ lục của Lê Công Vinh (7 bàn).
Tại AFF Cup 2020,Tiến Linh kịp có 2 bàn thắng trong trận đấu gặp Campuchia tại vòng bảng trước khi bị loại ngay tại bán kết trước Thái Lan với tỷ số 0-2 sau hai lượt trận.
Tại SEA Games 2021 diễn ra tại quê nhà Việt Nam, Tiến Linh là một trong 3 cầu thủ quá tuổi được huấn luyện viên Park Hang-seo triệu tập trong danh sách tham dự giải của U-23 Việt Nam.

Ngay trận mở màn gặp U-23 Indonesia, anh đã mở tỷ số trận đấu dẫn đường cho chiến thắng 3-0 ngay trên sân nhà. Ngày 19 tháng 5 năm 2022, Tiến Linh bật cao đánh đầu ghi bàn từ quả đá phạt ở phút 111 giúp U-23 Việt Nam vượt qua U-23 Malaysia tại bán kết để lần thứ hai liên tiếp tiến vào chung kết. Anh chơi trọn 90 phút trong chiến thắng 1-0 tại trận chung kết gặp Thái Lan và lần thứ hai giành tấm Huy chương vàng SEA Games cùng bóng đá Việt Nam.

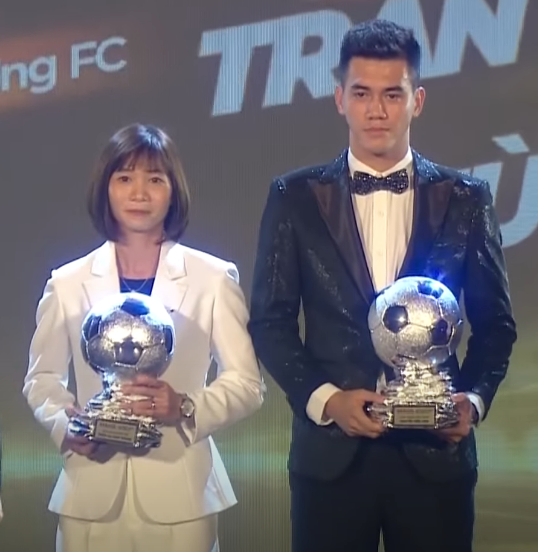
Tiến Linh (phải) giành Quả bóng bạc trong lễ trao giải Quả bóng vàng Việt Nam 2022 cùng Trần Thị Thùy Trang

AFF Cup 2022 là một giải đấu xuất sắc của Tiến Linh dù không thể cùng Việt Nam vô địch, anh giành Vua phá lưới giải đấu với 6 bàn thắng chia sẻ giải thưởng cùng Teerasil Dangda.
Anh ghi bàn trong hầu hết các trận đấu tại vòng bảng với 3 bàn sau 4 trận. Tới trận bán kết lượt về gặp Indonesia, Linh ghi hẳn một cú đúp đem về chiến thắng cho đội chủ nhà và giúp Việt Nam tiến vào chung kết gặp Thái Lan. Tiến Linh ghi bàn mở tỷ số trong trận chung kết lượt đi với cú lao vào đánh đầu từ đường tạt bóng của Quế Ngọc Hải, tiếc rằng Việt Nam không thể giữ lợi thế lâu và để cầm hòa 2-2 trên sân nhà. Lượt về dù rất cố gắng nhưng Việt Nam chấp nhận về nhì sau khi thua cuộc với tỷ số 0-1. Dù không thể giúp đội tuyển vô địch nhưng đây vẫn là một giải đấy thành công với anh và cũng là lời chia tay đẹp với huấn luyện viên Park Hang-seo vì đây là giải đấu cuối cùng của ông trong cương vị huấn luyện viên trưởng ĐTQG.

### 2024–nay
Sau những trận giao hữu chuẩn bị cho vòng loại World Cup 2026, Nguyễn Tiến Linh được tân huấn luyện viên Philippe Troussier triệu tập trong danh sách thi đấu hai trận vòng loại vào tháng 11. Anh đá chính trong cả hai trận đấu gặp Philippines và Iraq nhưng không để lại ấn tượng nhiều. Vì chấn thương khiến Linh vắng mặt tại AFC Asian Cup 2023. Sau những thất bại dưới thời huấn luyện viên Troussier, Liên đoàn bóng đá Việt Nam bổ nhiệm ông Kim Sang-sik làm tân huấn luyện viên đội tuyển. Ngay lập tức Tiến Linh được triệu tập lên danh sách tham dự vòng loại World Cup vào tháng 5. Ngày 6 tháng 6 năm 2024, Tiến Linh ghi một bàn thắng vào lưới Philippines trong chiến thắng 3-2 trên sân nhà.
Tại Giải vô địch bóng đá ASEAN 2024, Nguyễn Tiến Linh đã ghi 4 bàn thắng, góp phần giúp tuyển Việt Nam giành chức vô địch. Trong đó, có 2 bàn thắng ghi được trong 2 trận bán kết với Singapore.
Ngày 26 tháng 2 năm 2025, Nguyễn Tiến Linh được trao danh hiệu Quả bóng vàng Việt Nam vì những thành tích anh đã đạt được trong năm 2024, đây là lần đầu tiên Tiến Linh giành được danh hiệu này.

## Thống kê sự nghiệp

### Câu lạc bộ
Tính đến ngày 10 tháng 2 năm 2025
| Câu lạc bộ         | Mùa giải  | Giải đấu   | Giải đấu | Giải đấu | Cúp  | Cúp | Châu lục | Châu lục | Khác | Khác | Tổng | Tổng |
| Câu lạc bộ         | Mùa giải  | Hạng đấu   | Trận     | Bàn      | Trận | Bàn | Trận     | Bàn      | Trận | Bàn  | Trận | Bàn  |
| ------------------ | --------- | ---------- | -------- | -------- | ---- | --- | -------- | -------- | ---- | ---- | ---- | ---- |
| Becamex Bình Dương | 2016      | V.League 1 | 15       | 2        | 4    | 1   | 1        | 0        | —    | —    | 20   | 3    |
| Becamex Bình Dương | 2017      | V.League 1 | 12       | 2        | 5    | 1   | —        | —        | —    | —    | 17   | 3    |
| Becamex Bình Dương | 2018      | V.League 1 | 19       | 15       | 6    | 0   | —        | —        | —    | —    | 25   | 15   |
| Becamex Bình Dương | 2019      | V.League 1 | 17       | 7        | 3    | 2   | 7        | 1        | 1    | 0    | 28   | 10   |
| Becamex Bình Dương | 2020      | V.League 1 | 18       | 5        | 1    | 0   | —        | —        | —    | —    | 19   | 5    |
| Becamex Bình Dương | 2021      | V.League 1 | 11       | 6        | 1    | 0   | —        | —        | —    | —    | 12   | 6    |
| Becamex Bình Dương | 2022      | V.League 1 | 20       | 9        | 0    | 0   | —        | —        | —    | —    | 20   | 9    |
| Becamex Bình Dương | 2023      | V.League 1 | 18       | 3        | 2    | 1   | —        | —        | —    | —    | 20   | 4    |
| Becamex Bình Dương | 2023–24   | V.League 1 | 26       | 8        | 3    | 3   | —        | —        | —    | —    | 25   | 11   |
| Becamex Bình Dương | 2024–25   | V.League 1 | 18       | 11       | 3    | 2   | —        | —        | —    | —    | 16   | 11   |
| Tổng cộng          | Tổng cộng | Tổng cộng  | 172      | 67       | 27   | 10  | 8        | 1        | 1    | 0    | 202  | 77   |

1. ↑  Số trận ra sân tại AFC Champions League.
2. ↑  Số trận ra sân tại AFC Cup.
3. ↑  Ra sân tại Siêu cúp quốc gia.

### Quốc tế
| Đội tuyển quốc gia | Năm       | Trận | Bàn |
| ------------------ | --------- | ---- | --- |
| Việt Nam           | 2018      | 5    | 2   |
| Việt Nam           | 2019      | 7    | 2   |
| Việt Nam           | 2021      | 16   | 7   |
| Việt Nam           | 2022      | 7    | 3   |
| Việt Nam           | 2023      | 9    | 4   |
| Việt Nam           | 2024      | 13   | 7   |
| Việt Nam           | 2025      | 2    | 0   |
| Tổng cộng          | Tổng cộng | 59   | 25  |

| Thứ tự. | Thời gian            | Địa điểm                                              | Đối thủ           | Tỷ số | Kết quả | Giải đấu                      |
| ------- | -------------------- | ----------------------------------------------------- | ----------------- | ----- | ------- | ----------------------------- |
| 1.      | 24 tháng 11 năm 2018 | Sân vận động Hàng Đẫy, Hà Nội, Việt Nam               | Campuchia         | 1–0   | 3–0     | AFF Cup 2018                  |
| 2.      | 25 tháng 12 năm 2018 | Sân vận động Quốc gia Mỹ Đình, Hà Nội, Việt Nam       | CHDCND Triều Tiên | 1–0   | 1–1     | Giao hữu                      |
| 3.      | 15 tháng 10 năm 2019 | Sân vận động Kapten I Wayan Dipta, Gianyar, Indonesia | Indonesia         | 3–0   | 3–1     | Vòng loại FIFA World Cup 2022 |
| 4.      | 14 tháng 11 năm 2019 | Sân vận động Quốc gia Mỹ Đình, Hà Nội, Việt Nam       | UAE               | 1–0   | 1–0     | Vòng loại FIFA World Cup 2022 |
| 5.      | 7 tháng 6 năm 2021   | Sân vận động Al-Maktoum, Dubai, UAE                   | Indonesia         | 1–0   | 4–0     | Vòng loại FIFA World Cup 2022 |
| 6.      | 11 tháng 6 năm 2021  | Sân vận động Al-Maktoum, Dubai, UAE                   | Malaysia          | 1–0   | 2–1     | Vòng loại FIFA World Cup 2022 |
| 7.      | 15 tháng 6 năm 2021  | Sân vận động Zabeel, Dubai, UAE                       | UAE               | 1–3   | 2–3     | Vòng loại FIFA World Cup 2022 |
| 8.      | 7 tháng 10 năm 2021  | Sân vận động Sharjah, Sharjah, UAE                    | Trung Quốc        | 2–2   | 2–3     | Vòng loại FIFA World Cup 2022 |
| 9.      | 12 tháng 10 năm 2021 | Khu liên hợp thể thao Sultan Qaboos, Muscat, Oman     | Oman              | 1–0   | 1–3     | Vòng loại FIFA World Cup 2022 |
| 10.     | 19 tháng 12 năm 2021 | Sân vận động Bishan, Bishan, Singapore                | Campuchia         | 1–0   | 4–0     | AFF Cup 2020                  |
| 11.     | 19 tháng 12 năm 2021 | Sân vận động Bishan, Bishan, Singapore                | Campuchia         | 2–0   | 4–0     | AFF Cup 2020                  |
| 12.     | 1 tháng 2 năm 2022   | Sân vận động Quốc gia Mỹ Đình, Hà Nội, Việt Nam       | Trung Quốc        | 2–0   | 3–1     | Vòng loại FIFA World Cup 2022 |
| 13.     | 21 tháng 12 năm 2022 | Sân vận động Quốc gia Lào mới, Viêng Chăn, Lào        | Lào               | 1–0   | 6–0     | AFF Cup 2022                  |
| 14.     | 27 tháng 12 năm 2022 | Sân vận động Quốc gia Mỹ Đình, Hà Nội, Việt Nam       | Malaysia          | 1–0   | 3–0     | AFF Cup 2022                  |
| 15.     | 3 tháng 1 năm 2023   | Sân vận động Quốc gia Mỹ Đình, Hà Nội, Việt Nam       | Myanmar           | 2–0   | 3–0     | AFF Cup 2022                  |
| 16.     | 9 tháng 1 năm 2023   | Sân vận động Quốc gia Mỹ Đình, Hà Nội, Việt Nam       | Indonesia         | 1–0   | 2–0     | AFF Cup 2022                  |
| 17.     | 9 tháng 1 năm 2023   | Sân vận động Quốc gia Mỹ Đình, Hà Nội, Việt Nam       | Indonesia         | 2–0   | 2–0     | AFF Cup 2022                  |
| 18.     | 13 tháng 1 năm 2023  | Sân vận động Quốc gia Mỹ Đình, Hà Nội, Việt Nam       | Thái Lan          | 1–0   | 2–2     | AFF Cup 2022                  |
| 19.     | 6 tháng 6 năm 2024   | Sân vận động Quốc gia Mỹ Đình, Hà Nội, Việt Nam       | Philippines       | 1–1   | 3–2     | Vòng loại FIFA World Cup 2026 |
| 20.     | 6 tháng 6 năm 2024   | Sân vận động Quốc gia Mỹ Đình, Hà Nội, Việt Nam       | Philippines       | 2–1   | 3–2     | Vòng loại FIFA World Cup 2026 |
| 21.     | 10 tháng 9 năm 2024  | Sân vận động Quốc gia Mỹ Đình, Hà Nội, Việt Nam       | Thái Lan          | 1–0   | 1–2     | LPBank Cup 2024               |
| 22.     | 9 tháng 12 năm 2024  | Sân vận động Quốc gia Lào Mới, Viêng Chăn, Lào        | Lào               | 2–0   | 4–1     | ASEAN Cup 2024                |
| 23.     | 21 tháng 12 năm 2024 | Sân vận động Việt Trì, Việt Trì, Phú Thọ, Việt Nam    | Myanmar           | 5–0   | 5–0     | ASEAN Cup 2024                |
| 24.     | 26 tháng 12 năm 2024 | Sân vận động Jalan Besar, Kallang, Singapore          | Singapore         | 1–0   | 2–0     | ASEAN Cup 2024                |
| 25.     | 29 tháng 12 năm 2024 | Sân vận động Việt Trì, Việt Trì, Phú Thọ, Việt Nam    | Singapore         | 3–1   | 3–1     | ASEAN Cup 2024                |

## Danh hiệu

### Câu lạc bộ
Becamex Bình Dương
- Cúp Quốc gia: 2018
- Siêu cúp Quốc gia: 2016

### Quốc tế
U-22/U-23 Việt Nam
- SEA Games: 2019, 2021

Việt Nam
- AFF Cup: 2018, 2024; á quân: 2022

### Cá nhân
- Vua phá lưới Giải U-19 quốc gia: 2015
- Vua phá lưới nội V.League 1: 2018[16]
- Quả bóng vàng Việt Nam: 2024[15]
- Quả bóng bạc Việt Nam: 2022[17]
- Quả bóng đồng Việt Nam: 2021[18]
- Vua phá lưới AFF Cup: 2022[12]
- Vua phá lưới Cúp Quốc gia: 2023–24
- Nhận giải thưởng 'Thanh niên sống đẹp' của Trung ương Hội Liên hiệp Thanh niên Việt Nam 2024.[19]
- Huân chương Lao động hạng ba: 2025[20]